# La Capèla d'Escrós
La Capèla d'Escrós (en francès Escroux) és un municipi francès situat al departament del Tarn i a la regió d'Occitània.

## Demografia
| 1962                                       | 1968 | 1975 | 1982 | 1990 | 1999 | 2007 |
| ------------------------------------------ | ---- | ---- | ---- | ---- | ---- | ---- |
| 44                                         | 114  | 82   | 71   | 62   | 49   | 48   |
| Des de 1962: població sense dobles comptes |      |      |      |      |      |      |

## Administració
| Període   | Identitat       | Partit |
| --------- | --------------- | ------ |
| 2001-2008 | Marin Nicouleau |        |
| 2008-     | François Cros   |        |